# Армстронг, Джеки
Дже́ки А́рмстронг (англ. Jacquie Armstrong; род. 19 марта 1976, Пентиктон, Британская Колумбия) — канадская кёрлингистка.
Играет на позиции первого.

## Достижения
- Чемпионат Канады по кёрлингу среди женщин: серебро (2012).

## Команды
| Сезон   | Четвёртый       | Третий           | Второй          | Первый             | Запасной                                | Турниры                               |
| ------- | --------------- | ---------------- | --------------- | ------------------ | --------------------------------------- | ------------------------------------- |
| 2002—03 | Toni Fister     | Teri Fister      | Denise Byers    | Angela Strachan    | Джеки Армстронг                         | ЧК 2003 (10 место)                    |
| 2007—08 | Jody Maskiewich | Шеннон Алексик   | Джеки Армстронг | Shannon Gallaugher |                                         |                                       |
| 2009—10 | Келли Скотт     | Джина Шредер     | Саша Картер     | Джеки Армстронг    | Мишель Аллен (КООК) Шеннон Алексик (ЧК) | КООК 2009 (8 место) ЧК 2010 (4 место) |
| 2010—11 | Келли Скотт     | Джина Шредер     | Саша Картер     | Джеки Армстронг    | Шеннон Алексик                          | КК 2010 (9 место) ЧК 2011 (5 место)   |
| 2011—12 | Келли Скотт     | Дайлин Сивертсон | Саша Картер     | Джеки Армстронг    | Джина Шредер                            | ЧК 2012                               |

(скипы выделены полужирным шрифтом)